# Geburt (Film)
Geburt ist ein Kinodokumentarfilm der Schweizer Regisseure Silvia Haselbeck und Erich Langjahr aus dem Jahr 2009. Der Film schildert in einer Langzeitbeobachtung die Phasen einer Schwangerschaft und Geburt.

## Entstehung
Die ehemalige Krankenschwester und Filmemacherin Silvia Haselbeck und ihr Partner Erich Langjahr haben im Abstand von 10 Jahren zwei Paare gefilmt. In Form einer Langzeitstudie begleiten sie diese Paare während den Schwangerschaftsmonaten bis zur Geburt.
Fred Zaugg schrieb: Vor der Filmarbeit war von allen Beteiligten ein tiefes gegenseitiges Vertrauen aufzubauen. (…) «Geburt» sei der Film von Silvia, sagt Erich Langjahr. Erstmals zeichnet sie auch als Regisseurin.
Urs Bugmann schrieb in der Zentralschweiz am Sonntag: Haselbeck und Langjahr begleiteten die werdenden Eltern über Monate hin und standen am Ende auf Pikett, um bei der Geburt dabei zu sein. Dass alles so reibungslos ablief, war nicht planbar.

## Inhalt
In einer Langzeitbeobachtung schildert «Geburt» bis ins kleinste Detail und bewundernswert einfach die Phasen einer Schwangerschaft. Als Einstieg zeigt die Co-Regisseurin Silvia Haselbeck den runden Bauch. Es folgen Aufnahmen von Grotten und Höhlen – von Hohlräumen, die an den Mutterbauch erinnern. Der Film begleitet die Schwangerschaft, die Vorbereitungskurse der Eltern bis zum Akt des Gebärens – einschliesslich der Begegnung mit der Hebamme, die ihren Beruf mit grosser Gelassenheit ausübt. Ihre sicheren Handgriffe und die Zuversicht, die sie ausstrahlt, unterstreichen noch das Gefühl der Natürlichkeit, die diesem Lobgesang aufs Leben innewohnt. Ohne zudringlich zu wirken, ermöglicht «Geburt» den Blick auf einige der schönsten Momente im Leben.

## Rezeption
Der Film «Geburt» wurde am Zuger Open-Air-Kino, bevor er in die Kinos gelangte, als Vorpremiere gezeigt. Die eigentliche Premiere war die Vorführung am Filmfestival Visions du réel in Nyon im Frühling 2009. 
Der Film löste mehrheitlich positive Reaktionen aber auch kontroverse Kritiken aus. Die Frage, ob so intime Szenen wie die einer Geburt in Echtzeit überhaupt gefilmt und öffentlich gezeigt werden sollen, bewegte das Publikum. So wurde ein Beitrag über den Film in der Nachrichtensendung «10 vor 10» und ein weiterer in der Sendung «Kulturplatz» des Schweizer Fernsehens gezeigt. Das Schweizer Radio veröffentlichte ein Interview mit Silvia Haselbeck und Erich Langjahr in der Sendung «Reflexe».
Freddy Buache, der Filmhistoriker und Mitgründer der Cinémathèque suisse, verfasste für Le Matin Dimanche eine begeisterte Filmbesprechung und verglich die Vorgehensweise von Erich Langjahr mit derjenigen des Niederländers Joris Ivens und des Franzosen Chris Marker.
Zahlreiche Kinos in allen Landesteilen der Schweiz zeigten «Geburt». Laut Filmdatenbank von Pro Cinema haben alleine in der Schweiz 6'676 Personen den Film im Kino gesehen. Für einen so speziellen Film ist das eine beachtliche Zahl. 
Auch in Deutschland und Österreich stiess «Geburt» auf grosses Interesse. Viele Kinos nahmen den Film in ihr Programm auf. 

## Festivalvorführungen
- Int. Hofer Filmtage 2009
- Locarno, Festival del Film 2009
- Nyon, Visions du réel 2009 (Competition internationale)
- Int. Leipziger Festival 2009
- Solothurner Filmtage 2010
- 36. Internationales Filmwochenende Würzburg 2010
- Augsburg, Tage des unabhängigen Films, 15.–24. Oktober 2010
- St. Gerold, Walser Herbst 2014

## Auszeichnungen
- Dokumentarfilmpreis 36. Internationales Filmwochenende Würzburg[10]